# Creaționism (biologie)
Creaționismul  este o concepție teologică potrivit căreia lumea (Universul) a fost creată de către divinitate.
Trăsăturile esențiale ale adepților Creaționismului din biologie erau:
1. sublinierea și exagerarea deosebirilor dintre lucruri;
2. speciile erau văzute ca imobile;
3. tranzițiile reprezentate de legăturile dintre specii nu existau;
4. deosebirile dintre specii erau absolute;
5. speciile erau considerate ca rezultat al creației divine;
6. speciile erau eterne. Cu toate că au pornit de la premise considerate greșite de evoluționiști, creaționiștii au ajuns să susțină teze juste. Astfel creaționiștii au susținut teza existenței speciilor;
7. negarea generației spontane. Astfel Bonnet, Haller, Linné, Spallanzani. Poziția lui Spallanzani este identică cu cea din secolul al XVII-lea a experimentatorilor. El, ca și experimentatorii din sec al XVII-lea, considera că, făcându-se experiențe controlate riguros nu se poate afirma că apar spontan ființe din materia lipsită de viață. Această negare a generației spontane este o altă concluzie justă a adepților teoriei creaționiste din biologie.

## În prezent
Odată cu apariția teoriei evoluției, majoritatea covârșitoare a biologilor au abandonat creaționismul. Prin urmare creaționismul în biologie este o teorie depășită, care prezintă doar interes istoric. Abordările creaționiste contemporane sunt considerate pe larg pseudoștiință de către biologi.